# Mieczysław Podgórski (lekarz)
Mieczysław Stefan Podgórski (ur. 26 marca?/7 kwietnia 1884 w Warszawie, zm. w 1917 w Smoleńsku) – polski lekarz.

## Życiorys
W czasie studiów na Cesarskim Uniwersytecie Moskiewskim prowadził tajną organizację polityczną wśród młodzieży „Wiarus”. Od 1903 roku był członkiem Związku Młodzieży Polskiej „Zet”, a potem bratem zetowym w Petersburgu. Był delegatem Komitetu Okręgowego „Zet” na Mińsk Litewski. Powróciwszy do Warszawy pracował jako lekarz-asystent w szpitalu św. Ducha. Działał w Narodowym Związku Robotniczym. W 1914 roku został powołany z rezerwy do wojska rosyjskiego, gdzie służył jako lekarz w brygadzie artyleryjskiej. Zaraził się tyfusem i zmarł w 1917 roku w szpitalu w Smoleńsku.

## Odznaczenia
- Order Świętego Stanisława (Imperium Rosyjskie) II klasy (1916)[3].

## Życie prywatne
Mieczysław Podgórski była synem notariusza Sylwestra Ignacego Podgórskiego (1847–1904) i pisarki Wandy Podgórskiej z domu Turskiej (1859–1911). Był bratem:
- Ezechiela Przemysława (1879–1953) – inżyniera, działacza niepodległościowego
- Janiny Anny (1880–1961) – pierwszej polskiej adwokatki, późniejszej żony Stanisława Jurkiewicza, ministra w kilku rządach II RP.
- Zbigniewa Szczęsnego Gracjana (1882– po 1935) – sędziego pokoju Sądu Okręgowego w Warszawie
- Jadwigi  (1885–1917) – chemiczki
- Zdzisława Maksymiliana (1888–1944) – majora Wojska Polskiego (II RP)
- Witolda Klemensa Michała (1890–1962) – porucznika Wojska Polskiego (II RP)
- Zofii (1894–1894).

Nie założył rodziny.